# DDAH2
DDAH2 (англ. Dimethylarginine dimethylaminohydrolase 2) – білок, який кодується однойменним геном, розташованим у людей на 6-й хромосомі. Довжина поліпептидного ланцюга білка становить 285 амінокислот, а молекулярна маса — 29 644.
| 10         |  | 20         |  | 30         |  | 40         |  | 50         |
| ---------- |  | ---------- |  | ---------- |  | ---------- |  | ---------- |
| MGTPGEGLGR |  | CSHALIRGVP |  | ESLASGEGAG |  | AGLPALDLAK |  | AQREHGVLGG |
| KLRQRLGLQL |  | LELPPEESLP |  | LGPLLGDTAV |  | IQGDTALITR |  | PWSPARRPEV |
| DGVRKALQDL |  | GLRIVEIGDE |  | NATLDGTDVL |  | FTGREFFVGL |  | SKWTNHRGAE |
| IVADTFRDFA |  | VSTVPVSGPS |  | HLRGLCGMGG |  | PRTVVAGSSD |  | AAQKAVRAMA |
| VLTDHPYASL |  | TLPDDAAADC |  | LFLRPGLPGV |  | PPFLLHRGGG |  | DLPNSQEALQ |
| KLSDVTLVPV |  | SCSELEKAGA |  | GLSSLCLVLS |  | TRPHS      |  |            |

A: Аланін

C: Цистеїн

D: Аспарагінова кислота

E: Глутамінова кислота

F: Фенілаланін

G: Гліцин

H: Гістидин

I: Ізолейцин

K: Лізин

L: Лейцин

M: Метіонін

N: Аспарагін

P: Пролін

Q: Глутамін

R: Аргінін

S: Серин

T: Треонін

V: Валін

W: Триптофан

Кодований геном білок за функцією належить до гідролаз. 
Локалізований у цитоплазмі, мітохондрії.